# In the Hot Seat
In the Hot Seat – dziewiąty i ostatni album studyjny zespołu Emerson, Lake and Palmer, wydany 27 września 1994 roku przez wytwórnię Victory Music.

## Historia
Album In the Hot Seat był nagrywany w okresie, gdy dwaj muzycy mieli problemy zdrowotne: Carl Palmer wymagał drobnego zabiegu chirurgicznego, ponieważ cierpiał na zespół cieśni kanału nadgarstka, zaś Keitha Emersona czekała poważna operacja uszkodzonego nerwu łokciowego prawej ręki. Odcisnęło to piętno na jego grze. Na wysokości zadania nie stanął też producent albumu, Keith Olsen, który nie dorównał producentowi większości najwybitniejszych albumów zespołu, Gregowi Lake’owi. Nie potrafił wyczuć brzmienia zespołu, czego przykładem jest nagranie „Hand of Truth”. Krótkim przebłyskiem doskonałości zespołu jest natomiast utwór „Daddy”, poświęcony zniknięciu młodej dziewczyny w północnej części stanu Nowy Jork.

## Lista utworów
Zestaw utworów na płycie CD, wydanej w 1994 roku Victory Music:
| Nr  | Tytuł                      | Autorzy                    | Długość |
| --- | -------------------------- | -------------------------- | ------- |
| 1.  | Hand of Truth              | Emerson, Lake              | 5:22    |
| 2.  | Daddy                      | Lake                       | 4:42    |
| 3.  | One by One                 | Emerson, Lake/Olsen        | 5:07    |
| 4.  | Heart on Ice               | Lake, Olsen                | 4:19    |
| 5.  | Thin Line                  | Wray, Olsen, Emerson       | 4:45    |
| 6.  | Man in the Long Black Coat | Dylan arrangement: Emerson | 4:12    |
| 7.  | Change                     | Wray, Emerson, Olsen       | 4:44    |
| 8.  | Give Me a Reason to Stay   | Diamond, Lorber            | 4:14    |
| 9.  | Gone Too Soon              | Lake, Wray, Wechsler       | 4:11    |
| 10. | Street War                 | Emerson, Lake              | 4:23    |

Oraz jako bonus track w systemie Dolby Surround:
| Nr  | Tytuł | Autorzy | Długość |
| --- | --- | ------- | ------- |
| 11. | Pictures at an Exhibition a. Promenade (1:46), b. The Gnome (2:07) c. Promenade (1:45) d. The Sage (3:10) e. The Hut Of Baba Yaga (1:16) f. The Great Gates Of Kiev (5:24) |         | 14:48   |

### Skład zespołu
- Keith Emerson
- Greg Lake
- Carl Palmer

### Produkcja
- producent muzyczny – Keith Olsen[5]